# Качкарівка (Василівський район)
Качкарі́вка — село в Україні, у Великобілозерській сільській громаді Василівського району Запорізької області. Населення становить 38 осіб. До 2016 року орган місцевого самоврядування — Новопетрівська сільська рада.

## Географія
Село Качкарівка розташоване за 137 км від обласного центру та 82 км від районного центру, на березі річки Білозерка, вище за течією на відстані 1,5 км розташоване село Велика Білозерка, нижче за течією на відстані 2,5 км розташоване село Новопетрівка.

## Історія
12 жовтня 2016 року, в ході децентралізації, об'єднана з Великобілозерською сільською громадою.
17 липня 2020 року, в результаті адміністративно-територіальної реформи та ліквідації Великобілозерського району, село увійшло до складу Василівського району Запорізької області.
З початку російського вторгнення в Україну село перебуває під тимчасовою окупацією російських загарбників.